# Stádlec
Stádlec (en allemand : Stachletz) est un bourg (městys) du district de Tábor, dans la région de Bohême-du-Sud, en République tchèque. Sa population s'élevait à 569 habitants en 2020.

## Géographie
Stádlec se trouve sur la rive droite de la rivière Lužnice, à 14 km à l'ouest-sud-ouest de Tábor, à 45 km au nord de České Budějovice et à 78 km au sud de Prague.
La commune est limitée par Opařany et Řepeč au nord, par Bečice et Malšice à l'est, par Dobronice u Bechyně au sud, par Rataje au sud-ouest et par Bernartice (district de Písek) à l'ouest.

## Histoire
La première mention écrite du village date de 1287.

## Patrimoine
- Pont suspendu à chaines

## Administration
La commune se compose de quatre quartiers :
- Křída u Stádlice
- Slavňovice
- Stádlec (comprend le hameau de Hájky)
- Staré Sedlo u Stádlice